# Cornelius-összeesküvés
A Cornelius-összeesküvés (angolul: Cornelius Plot) a Lancaster-párti nagyurak kísérlete volt Angliában arra, hogy megbuktassák a York-házi királyt, IV. Eduárdot a rózsák háborúja idején.
A cselszövésre 1468-ban derült fény, amikor a király ügynökei Kentben letartóztatták John Cornelius cipészt, aki a franciaországi száműzetésben élő Lancaster-urak és ügyük titkos angliai támogatói közötti leveleket továbbította. Corneliust IV. Eduárd elé vezették, aki a londoni Towerbe záratta, és engedélyezte a cipész megkínzását, hogy kiszedjék belőle a Lancaster-pártiak nevét.
Cornelius elárulta John Hawkinst, Lord Wenlock egyik alkalmazottját. Wenlock IV. Eduárd diplomatája volt, de sikerült a gyanú árnyékát elterelnie magáról. Cornelius és Hawkins vallomása alapján őrizetbe vették Sir Thomas Cookot, egy londoni kereskedőt, és nagy valószínűséggel Sir Thomas Maloryt, az Artúr-mondavilág papírra vetőjét. Hawkinst kivégezték, több letartóztatottnak azonban kegyelmet adott a király.